# ありがとう、ばあちゃん
『ありがとう、ばあちゃん』は、菊池元男の幼少期のエピソードをもとに製作された日本の短編映画。2023年11月18日に那須町文化センターでの上映会で初公開された。

## 概要
なすの斎場グループの家族葬専用式場つむぎとCRT栃木放送開局60周年記念映画作品として、栃木放送のワイド番組ミキシング!毎週月曜日の「おばあちゃんにラジオ」コーナーにて、菊池元男が語った自身のエピソードを、コーナースポンサーでもあるなすの斎場グループ代表の関口が映画化を提案。幼少期の元男役や友人役は、那須塩原市と那須町在住の園児と小中学生から公募し、2022年5月に那須塩原市内で撮影が行われた。ばあちゃん役と幼稚園職員役、主題歌の篠原宣義へは、菊池元男が直接オファーした。
将来クリエイターを目指す小中学生の夢応援として、希望した小中学生に映画撮影の様子を撮影させ、メイキング映像「映像クリエイターのたまご」も作製した。

## あらすじ
菊池元男の幼少期、仕事で多忙の両親から、週に4日ほどは幼稚園の近くの母方の大叔母であるばあちゃんの家に預けられていた。ばあちゃんは、元男がわんぱくで家具を壊してしまっても叱らず、いつも可愛がってくれていた。中学生になり、ばあちゃん家に預けられることもなくなったが、ある日の下校中にこれから祖母の家に行くという友達の言葉で、ふとばあちゃんのことを思い出し、一旦帰宅して電話してから、ばあちゃん家に行ったがばあちゃんは買い出しにでかけていて留守だった。暇を持て余した元男は、いつもは閉じられている仏壇の扉を開けてみると、お供えの食事とともに小さい頃の自分の写真が飾られたいたが、写真の裏側を見てみると、そこに書かれていたのは文雄という名前だった。帰宅して母親に文雄のことを聞いてみると、ばあちゃんの実子で、幼少期に事故で天国に旅立ったとのことで、可愛がってくれていたのは文雄君の身代わりだったのではと思春期の元男は悩み、ばあちゃん家から足が遠のいた。しばらくしてばあちゃんから「元男と文雄二人とも大好きです」と手紙が来て、元男はばあちゃん孝行するようになり、文雄のもとへ旅立つばあちゃんを見送ることができた。

## キャスト
- ばあちゃん - 鈴木景子（栃木放送アナウンサー）
- 菊池元男（幼少期） - 鈴木結冬（公募）
- 菊池元男（小学生） - 松本飛鳥（公募）
- 菊池元男（中学生） - 菊地温（公募）
- 幼稚園職員 - Lovin&S、まっしい、MAYU
- ナレーション - 菊池元男

## スタッフ
- 監督・脚本 - 菊池元男
- 映像監督・撮影 - 木下愛貴
- 総合プロデューサー - 関口将仁
- 主題歌 - 「アイノハナ」篠原宣義

## 原作絵本
- きくちもとお・文、かとうだいすけ・絵『ありがとう、ばあちゃん』ニコモ、2023年4月1日。ISBN 978-4-86774-142-9。